# Васильевские озёра
Васи́льевские озёра — группа озёр, находящихся на северо-восточной окраине города Тольятти. Представляют собой либо русловые озёра бывшей реки Пискалы, либо вторичные и искусственные озёра, образовавшиеся в понижениях рельефа после повышения уровня грунтовых вод из-за образования Куйбышевского водохранилища.

## Происхождение
В современном виде Васильевские озёра появились относительно недавно, в 1950—1960-е годы. До строительства Куйбышевской ГЭС существовало только одно озеро — Васильевское. После заполнения Куйбышевского водохранилища уровень грунтовых вод поднялся, и понижения в нижней части бывшего русла реки Пискалы и карьеры оказались затоплены. В результате образовалась цепочка из 20 с лишним озёр, различающихся площадью водного зеркала, глубинами и другими характеристиками, но связанные единым подземным водоносным горизонтом, имеющим уклон с севера на юг.
Озёра расположены на третьей надпойменной террасе, сложенной из мощной толщи среднечетвертичных песков, переработанных эоловыми процессами.

## История исследований
Первые комплексные исследования озёр проводились в 1991—1992 годах в рамках разработки территориальной комплексной схемы охраны окружающей среды (ТЕРКСОС). Работы проводили сотрудники институтом экологии Волжского бассейна РАН совместно со специалистами МГУ.
В начале 2000-х годов для нескольких озёр были оформлены экологические паспорта, для чего сотрудниками института экологии Волжского бассейна были проведены соответствующие исследования.
В 2013 году институт экологии проводил мониторинг состояния Большого Васильевского озера, а также озёр Восьмёрка и Прудовиков.

## Физико-географическая характеристика
Все озёра бессточные. Питание происходит за счёт атмосферных осадков и подземного водообмена.
Водосборный бассейн составляет 25 600 га.

### Минеральный состав воды
По данным 1987—1989 годов по уровню минерализации озёра относились к пресным, однако значительно между собой. Большая часть озёр относилась к пресным гипогалинным, а техногенные водоёмы (Шламонакопительное, Отстойник) относились к группе солоноватых мезогалинных-2 водоёмов. Они же имели кальций-сульфатный тип минерализации, в то время как прочие — присущий большинству водоёмов Самарской области гидрокарбонатно-кальциевый тип.
Большинство озёр характеризовалось слабо и среднещелочной средой (pH=7,35-9,42), а в накопителях кислотность достигала уровня pH в 10-11.
По результатам измерений 2013 года общая минерализация воды в озёрах значительно выросла. Изменился и её тип, в двух из трёх обследованных в этом году озёр состав воды соответствовал содовому (натрийгидрокарбонатному) классу, а в третьем — натрий-сульфатному. Изменения связывают с влиянием техногенных водоёмов и противогололёдными смесями, применяемыми на близлежащих дорогах.

### Газовый режим
В 1992 году измерения растворённого кислорода показали, что практически все озёра достаточно насыщены кислородом по всей толще воды в весенний период. Максимальные концентрации кислорода были обнаружены в Большом и Малом Васильевских, а также озере Восьмёрка. В летний же период в озёрах наблюдается вертикальная стратификация содержания кислорода. Поверхностный слой воды постоянно обогащается кислородом в результате фотосинтетической активности микроводорослей, достигая перенасыщения (120—154 %), а придонные слои испытывают дефицит кислорода из-за его расходов на окислительные процессы и слабого водообмена между водными слоями, так что в относительно глубоководных озёрах (Прудовиков, Малое Рыбоводное, Пляжное) в придонном слое кислород практически отсутствовал, а в менее глубоководных прочих насыщение составляло менее 50 %.

## Биогенные элементы и трофический статус
Для Васильевских озёр характерно повышенное содержание общего и минерального фосфора, средние концентрации которого соответствуют озёрам эвтрофного типа.
На 1991 год все озёра характеризовались значительным накоплением фосфора по всей водной толще. Содержание общего фосфора в придонном слое колебалось от 120 до 656 мкг/л, а в поверхностном от 100 до 600 мкг/л. Исключением были менее подверженные антропогенным воздействиям Пляжное и Трёшка.
По содержанию фосфора озёра относились к эвтрофным, а Большое и Малое Васильевские, Малое и Главное Рыбоводные к высокоэвтрофным.
Водосборная площадь озёр находилась в зоне активной сельскохозяйственной деятельности, являющейся одним из основных источников фосфора.
Содержание общего азота было невелико, составляя в среднем 1-2 мг/л, с максимумом в 3,7 мг/л. Количественное соотношение азота и фосфора в озёрах характерно для поверхностных стоков с урбанизированных территорий, то есть основную роль в увеличении количества биогенных элементов играют антропогенные факторы.
Средняя за период с июня по октябрь 1991 года концентрация хлорофилла a в сильно загрязнённом озере Отстойник составляла 3,6 мкг/л, а в других озёрах колебалась в диапазоне от 13,1 мкг/л до 90,6 мкг/л. Максимальные концентрации хлорофилла в половине исследованных озёр превышали 100 мкг/л. По степени концентрации хлорофила а все Васильевские озёра относились к эвтрофному типу. Исключением являлись техногенные водоёмы, относившиеся к мезотрофному типу
Прослеживалась прямая зависимость между содержанием общего фосфора и концентрацией хлорофилла a.
По комплексной оценке трофическое состояние большинства озёр оценивалось как эвтрофное.

### Флора и фауна
Почвенный покров на водосборе озёр образован дерново-глеевыми почвами. Вокруг Большого Васильевского озера, на возвышенностях расположены сосновые боры. Вокруг вновь возникших озёр — искусственные сосновые насаждения. Травяной покров весьма обильный, но в нём преобладают представители сорно-рудеральных и ксерофитных видов. Водная растительность развита неравномерно, наибольшее развитие макрофитов характерно для нижних озёр каскада: Трёшка и Пляжное, приближающихся к макрофитному типу.

#### Бактериопланктон
По данным измерений 1991—1992 годов, численность сапрофитных бактерий, являющихся одним из показателей санитарного состояния водоёма в Василеьвских озёрах, была относительно невелика, однако это вызывалось не чистотой воды, а напротив высокой концентрацией промышленных токсикантов, в частности тяжелых металлов

#### Водоросли
В формировании альгофлоры озёр наибольшую роль играют зелёные водоросли, на долю которых приходится 40 % от общего числа таксонов водорослей. На втором месте диатомовые (21 %), далее синезелёные (12 %), эвгленовые (10 %), криптофитовые (6 %), динофитовые (5 %), золотистые (4 %), и желтозеленые (2 %) водоросли. 10 «ведущих» по видовому разнообразию порядков охватывают 80 % общего видового разнообразия альгофлоры планктона.
Суммарное число видов, разновидностей и форм водорослей, объединённых в 10 «ведущих» семействах Васильевских озёр составляет 55 %.

#### Инфузории
По данным 1991 года в озёрах было обнаружено 76 видов инфузорий, среди которых 35 эупланктонных — 35, а остальные 41 вид — обычные представители бентоса и перифитона. Видовое разнообразие инфузорий по озёрам составило: Шламонакопительное — 7, Отстойник — 12, М. Рыбоводное — 26, М. Васильевское — 29, Дачное — 30, Гл. Рыбоводное — 35, Б. Васильевское, Прудовиков и Трёшка — по 37, Восьмёрка и Пляжное — по 39 видов.
Инфузории озёр были представлены 5 трофическими группами по типу потребляемой пищи: бактерио-детритофаги — 30 видов, хищники — 20, альгофаги — 14, неселективные всеяды — 9 и самая малочисленная — гистофаги — 3 вида. Подобные состав и соотношение указывают на органическое загрязнение озёр
Также на это указывают низкая численность неселективных всеядов, питающаяся различными группами водорослей (кроме синезеленых) и относительно широкий набор видов инфузорий-нассулид (роды Nassula, Oberthrumia), основу питания которых, напротив, составляют цианобактерии (синезеленые водоросли).
Среди хищников доминируют обычные для озёрных систем Didinium nasutum, Monodinium balbianii, питающиеся инфузориями-бактериофагами рода Paramecium (P. bursaria, P. caudatum), хорошо развивающихся в большинстве озёр и являющихся индикаторами β, α-мезо- и полисапробных зон. Наряду с ними, в ряде озёр отмечались и крупные хищные формы рода Paradileptus (обычные для Куйбышевского водохранилища), но с крайне низкой численностью, по сравнению с водохранилищем.
В озёрах отсутствуют или крайне слабо представлены инфузории-гистофаги, что может свидетельствовать как о неблагоприятных условиях развития рачкового зоопланктона — останки которого являются основной пищей таких инфузорий, так и на повышенные концентрации токсикантов.

## Озёра
Некоторые озёра не имеют названий вовсе, а для части озёр нет устоявшихся названий, в разных публикациях используются различные варианты, иногда противоречащие друг другу. В таблице приведены все варианты названий озёр.
| Название                       | Происхождение | Длина (макс, м) | Ширина (макс, м) | Площадь (га) | Глубина (м)     | Глубина (м) | Объём (тыс м³)   | Прозрачность | Прозрачность | Фото |  |
| Название                       | Происхождение | Длина (макс, м) | Ширина (макс, м) | Площадь (га) | Макс            | Средняя     | Объём (тыс м³)   | 07.1991      | 05.1992      | Фото |  |
| ------------------------------ | ------------- | --------------- | ---------------- | ------------ | --------------- | ----------- | ---------------- | ------------ | ------------ | ---- |  |
| Большое Васильевское           | естественное  | 2260            |                  | 66,5 или 75  | 3,3 или 3,5     | 1,6 или 1   | 1064             | 0,6          | 0,7          |      |  |
| Малое Васильевское             | естественное  | 110             |                  | 0,6          | 2,3             | 1,0         | 6,0              | 0,5          | 0,7          |      |  |
| Прудовиков (Грязное)           | естественное  | 344             | 132              | 2,24         | 5.8 или 6,1     | 1,7         | 38,7             | 1,1          | 1,3          |      |  |
| Шламонакопительное             |               |                 |                  |              |                 |             |                  |              |              |      |  |
| Скрытое                        | естественное  | 172             | 90               | 1,06         | 6,5             | 2,9         | 34,0 или 31      | —            | —            |      |  |
| Малое Рыбоводное (Рыбное)      | естественное  | 255 или 275     | 53               | 1,27         | 7/6,1/7,05      | 2,7         | 38,7 или 34,17   | 1,0          | 1,5          |      |  |
| Главное Рыбоводное (Казинское) | естественное  | 360             | 180              | 4,62         | 5,1/8,0         | 3,4         | 157,1 или 156,25 | 1,3          | 1,7          |      |  |
| ДачноеG                        |               |                 |                  |              |                 | 3,5         |                  | 2,4          | 2,1          |      |  |
| Отстойник                      | искусственное |                 |                  |              |                 |             |                  |              | 0,6          |      |  |
| Восьмёрка                      | естественное  | 700             | 315              | 12,88        | 6,8/8,0         | 3,1         | 395,0            | 1,1          | 1,3          |      |  |
| Чистое                         | естественное  | 325             | 200              | 4,76         | 10              | 4,6 или 4,5 | 218,0            | —            | —            |      |  |
| Копейка                        |               |                 |                  |              |                 |             |                  |              |              |      |  |
| Трёшка                         |               |                 |                  |              | 4               |             |                  | 1,6          | 2,0          |      |  |
| Пляжное                        | искусственное | 620             | 385              | 16,0         | 4,3/7,1 или 7,0 | 3,2 или 3   | 487,5            | 1,3          | 2,2          |      |  |
|                                |               |                 |                  |              |                 |             |                  |              |              |      |  |
| Новое                          | естественное  | 195             | 86               | 1,01         | 4,8 или 4,75    | 2,2         | 22,25            |              |              |      |  |

### Большое Васильевское
В источниках XIX века озеро называется Снежица, однако в начале в справочниках озеро указывалось уже как безымянное. В дальнейшем именовалось как Васильевское, пока при строительстве автодорог от него не отделили насыпью часть акватории, ставшую Малым Васильевским озером.
Представляет собой русловое озеро бывшей реки Пискалы.
По данным замеров 1987—1989 года минерализация воды в озере составляла 209 мг/л, относилось к гипогалинному типу. Насыщение воды кислородом достигало 92-106 %, что являлось свидетельством высокой фотосинтетической активности водорослей. Средние концентрации хлорофилла «а» в июне-октябре 1991 года составили 85,9 мкг/л. Численность сапрофитных бактерий в 1991—1992 годах составляла 0,2-15,3 тыс. КОЕ/мл, со средним показателем в 3,9 тыс. КОЕ/мл.
Обследования Васильевских озёр в 1999—2005 годах не затронуло Большое Васильевское.
По индексу трофического состояния по результатам измерений 1991—1992 года озеро относилось к гипертрофным, и являлось наиболее эвтрофированным среди всех Васильевских озёр
Исследования 2013 года показали увеличение трофического статуса по сравнению с данными 1991 года. Средняя концентрация хлорофилла а, наиболее определяющая степень цветения воды) выросла почти втрое и составила 198,6 мкг/л (в 1991 году — 85,9 мкг/л). Концентрация общего фосфора снизилась, составив 295,9 (1991—600), однако специалисты связывает это со снижением его растворимости в воде при росте её pH. Прозрачность воды значительно сократилась, составив всего 29 см, и снижаясь в период наибольшего цветения водорослей до 10 см и менее (1991 — 0,65 м). Общий индекс трофического состояния составил 81,9 против 79,0 в 1991 году.
Ухудшились и прочие показатели. Минерализация выросла до 301 мг/л. Показатель рН в среднем составил 9,6, концентрация свободного аммиака, токсичного для большинства гидробионтов, в среднем составила 0,6 мг/л, что превышает ПДК для объектов рыбохозяйственного значения в 15 раз, а в отдельных пробах достигала 1 мг/л (25 ПДК).

### Малое Васильевское
Озеро появилось отделением от Большого Васильевского насыпью при прокладке автомобильной дороги.
В 1987—1989 годах насыщение воды кислородом достигало 92-106 %, что являлось свидетельством высокой фотосинтетической активности водорослей.
Средние концентрации хлорофилла «а» в июне-октябре 1991 года составили 90,6 мкг/л.
Численность сапрофитных бактерий в 1991—1992 годах составляла 0,1-4,4 тыс. КОЕ/мл, со средним показателем в 2,3 тыс. КОЕ/мл.

### Прудовиков
Озеро появилось отделением разделением Большого Васильевского насыпью для прокладки автомобильной дороги.
По данным замеров 1987—1989 года минерализация воды в озере составляла 244 мг/л, относилось к гипогалинному типу.
Средние концентрации хлорофилла «а» в июне-октябре 1991 года составили 44,9 мкг/л.
Численность сапрофитных бактерий в 1991—1992 годах составляла 0,6-140 тыс. КОЕ/мл, со средним показателем в 70,3 тыс. КОЕ/мл.
Водоём испытывает значительную рекреационную нагрузку от рыбаков и отдыхающих на берегах. Вклад в загрязнение озера вносит Обводное шоссе, проходящее по берегу озера. Как и прочие озёра, Прудовиков находится в зоне влияния Северного промышленного узла. 
Исследования 2013 года показали увеличение трофического статуса озера по всем показателям. Средняя концентрация хлорофилла а составила 83,9 мкг/л (в 1991 году — 44,9 мкг/л), общего фосфора — 125,4 (1991—105), прозрачность составила 0,5 м, (1991 — 1,2 м). Общий индекс трофического состояния составил 72,0 против 65,5 в 1991 году, то есть из эвтрофного озера стало гипертрофным.
Ухудшились и прочие показатели. Минерализация выросла до 382 мг/л. Показатель рН в среднем составил 8,7, концентрация свободного аммиака, токсичного для большинства гидробионтов, в среднем составила 0,3 мг/л, что превышает ПДК для объектов рыбохозяйственного значения более чем в 7 раз.

### Грязное
Численность сапрофитных бактерий в 1991—1992 годах составляла 0,2-1,8 тыс. КОЕ/мл, со средним показателем в 0,9 тыс. КОЕ/мл.

### Шламонакопительное
По данным замеров 1987—1989 года минерализация воды в озере составляла 8000 мг/л, относилось к группе солоноватых мезогалинных-2 озёр. Минерализация кальцие-сульфатного типа. На 2009 год разделилось на несколько мелких водоёмов глубиной в несколько десятков сантиметров.
Численность сапрофитных бактерий в 1991—1992 годах составляла в среднем 1,4 тыс. КОЕ/мл.

### Скрытое
Численность сапрофитных бактерий в 1991—1992 годах составляла 2,4-5,1 тыс. КОЕ/мл, со средним показателем в 3,5 тыс. КОЕ/мл.

### Малое Рыбоводное
По данным замеров 1987—1989 года минерализация воды в озере составляла 743 мг/л, относилось к олигогалинному типу.
Средние концентрации хлорофилла «а» в июне-октябре 1991 года составили 66,0 мкг/л.
Численность сапрофитных бактерий в 1991—1992 годах составляла 0,3-0,6 тыс. КОЕ/мл, со средним показателем в 0,5 тыс. КОЕ/мл, причём их доля в общей численности бактериопланктона в поверхностном слое воды могла достигать 5,7 %.
По индексу трофического состояния по результатам измерений 1991—1992 года озеро относилось к гипертрофным

### Главное Рыбоводное
По данным замеров 1987—1989 года минерализация воды в озере составляла 262 мг/л, относилось к гипогалинному типу. Насыщение воды кислородом достигало 107—114 %, что являлось свидетельством высокой фотосинтетической активности водорослей.
Средние концентрации хлорофилла «а» в июне-октябре 1991 года составили 33,1 мкг/л.
Численность сапрофитных бактерий в 1991—1992 годах составляла 0,8-110 тыс. КОЕ/мл, со средним показателем в 55,4 тыс. КОЕ/мл, причём их доля в общей численности бактериопланктона в поверхностном слое воды могла достигать 5,7 %.

### Дачное
Средние концентрации хлорофилла «а» в июне-октябре 1991 года составили 25,9 мкг/л.
Численность сапрофитных бактерий в 1991—1992 годах составляла 1,3-70 тыс. КОЕ/мл, со средним показателем в 35,7 тыс. КОЕ/мл, причём их доля в общей численности бактериопланктона в поверхностном слое воды могла достигать 5,7 %.

### Отстойник
Озеро Отстойник — искусственный водоём с бетонированным ложем и склонами — было создано для накопления промышленных отходов.
По данным замеров 1987—1989 года минерализация воды в озере составляла 6000 мг/л, относилось к группе солоноватых мезогалинных-2 озёр. Минерализация кальцие-сульфатного типа.
На 2009 год полностью пересохло.
Средние концентрации хлорофилла «а» в июне-октябре 1991 года составили 3,6 мкг/л.
Численность сапрофитных бактерий в 1991—1992 годах составляла 1,5-6,0 тыс. КОЕ/мл, со средним показателем в 3,8 тыс. КОЕ/мл.

### Восьмёрка
По данным замеров 1987—1989 года минерализация воды в озере составляла 310 мг/л, относилось к гипогалинному типу.
Средние концентрации хлорофилла «а» в июне-октябре 1991 года составили 62,3 мкг/л.
Численность сапрофитных бактерий в 1991—1992 годах составляла 0,8-2,3 тыс. КОЕ/мл, со средним показателем в 1,55 тыс. КОЕ/мл.
По индексу трофического состояния по результатам измерений 1991—1992 года озеро относилось к гипертрофным
Исследования 2013 года показали увеличение трофического статуса. Средняя концентрация хлорофилла а составила 76,4 мкг/л (в 1991 году — 62,3 мкг/л), общего фосфора — 235,1 (1991—161), прозрачность составила 0,7 (1991 — 1,2 м). Общий индекс трофического состояния составил 73,0 против 68,6 в 1991 году, то есть из эвтрофного озера стало гипертрофным.
Ухудшились и прочие показатели. Минерализация выросла до 643 мг/л. Показатель рН в среднем составил 8,7, концентрация свободного аммиака, токсичного для большинства гидробионтов, в среднем составила 0,24 мг/л, что превышает ПДК для объектов рыбохозяйственного значения в 6 раз.

### Копейка
Численность сапрофитных бактерий в 2009 году составляла в среднем 0,3 тыс. КОЕ/мл.

### Трёшка
По данным замеров 1987—1989 года содержание общего фосфора было значительно ниже, чем в остальных озёрах, составляя 52-78 мгл/л.
Средние концентрации хлорофилла «а» в июне-октябре 1991 года составили 18,5 мкг/л.
По индексу трофического состояния по результатам измерений 1991—1992 года озеро относилось к умеренно эвтрофным

### Пляжное
Озеро Пляжное — строительный карьер, затопленный грунтовыми водами.
По данным замеров 1987—1989 года минерализация воды в озере составляла 101 мг/л, относилось к гипогалинному типу. Содержание общего фосфора было значительно ниже, чем в остальных озёрах, составлляя 52-78 мгл/л.
Средние концентрации хлорофилла «а» в июне-октябре 1991 года составили 13,1 мкг/л.
Численность сапрофитных бактерий в 2009 году составляла в среднем 1,5 тыс. КОЕ/мл.
По индексу трофического состояния по результатам измерений 1991—1992 года озеро относилось к умеренно эвтрофным

## Экологические проблемы
С самого начала существования озёра находятся под значительной антропогенной нагрузкой.
Васильевские озёра расположены в зоне активного влияния Северного промышленного узла Тольятти, куда входят предприятия по производству синтетического каучука, азотных и фосфорных удобрений, завод цементного машиностроения и Тольяттинская ТЭЦ. На водосборном бассейне большинства озёр долгое время (до 1987 года) находилась городская свалка Тольятти, непосредственно отходами было занято 1 % (256 га) площади водосборного бассейна озёр. Часть озёр использовалась в качестве отстойников сточных вод и шламов. Так озеро Шламонакопительное являлось приёмником золы и шлаков Тольяттинской ТЭЦ, а искусственно созданный водоём Отстойник с бетонированными ложем и склоном долгое время служил хранилищем жидких отходов азотно-тукового завода.
Село Васильевка и многочисленные дачные массивы являются источниками загрязнения биогенными элементами (азотом и фосфором), автомобильные дороги (Обводное и Поволжское шоссе, а также улица Громовой в Тольятти и трасса 36К-578 (Тольятти — Димитровград)) являются источниками хлоридов и сульфатов щелочных металлов из противогололёдных смесей. Очистные сооружения ВАЗа и ТоАЗа у северного берега Большого Васильевского озера являются комплексными источниками загрязнений.
Все озёра связаны единым подземным водоносным горизонтом, что приводит к их перекрёстному загрязнению.
По загрязнению почв территория в 1996 году была оценена как имеющая II степень опасности, а отдельные участки даже III и IV степени.

## Альголизация
С мая 2013 года воронежское НПО «Альгобиотехнология» проводило работы по интродукции в Большое Васильевское озеро штамма микроводоросли Chlorella vulgaris IPPAS C-111. По утверждениям авторов метода альголизации интродукция хлореллы является эффективным методом предотвращения цветения синезеленых водорослей и улучшения качества воды
При этом критике подвергается как сам метод, так и неоднозначность практических результатов его применения.
Результат альголизации на Большом Васильевском озере не поддаётся объективной оценке, так как исходные данные отсутствуют, но результаты мониторинга показывают, что трофическое состояние озера остаётся наихудшим из исследованных, а следовательно нет оснований утверждать, что альголизация дала какие-либо заметные результаты.